# Rocklin, California
Rocklin, fundado en 1893 es una ciudad ubicada en el condado de Placer en el estado estadounidense de California. En el año 2009 tenía una población de 54,754 habitantes y una densidad poblacional de 1,064.01 personas por km².

## Geografía
Rocklin se encuentra ubicada en las coordenadas 38°48′00″N 121°14′48″O / 38.800011, -121.246731. Según la Oficina del Censo, la ciudad tiene un área total de 51,46 km² (19,9 mi²), de la cual 51,46 km² (19,9 mi²) es tierra y 0 km² (0 mi²) (0%) es agua.

## Demografía
Según la Oficina del Censo en 2000 los ingresos medios por hogar en la localidad eran de $84,508, y los ingresos medios por familia eran $84,508. Los hombres tenían unos ingresos medios de $54,426 frente a los $35,920 para las mujeres. La renta per cápita para la localidad era de $26,910. Alrededor del 4.5% de la población estaban por debajo del umbral de pobreza.